# Microeca griseoceps
A Microeca griseoceps a madarak osztályának verébalakúak (Passeriformes) rendjéhez és a  cinegelégykapó-félék (Muscicapidae) családjához tartozó faj.

## Rendszerezése
A fajt Charles Walter De Vis angol zoológus és ornitológus írta le 1894-ban. Átsorolták a Kempiella nembe Kempiella griseoceps néven, de még nem minden szervezet fogadta el.

## Alfajai
- Microeca griseoceps griseoceps De Vis, 1894
- Microeca griseoceps kempi (Mathews, 1913)
- Microeca griseoceps occidentalis Rothschild & Hartert, 1903[2]

## Előfordulása
Új-Guinea szigetén, Indonézia és Pápua Új-Guinea területén, valamint Ausztrália északkeleti részén lévő York-félszigeten honos. Természetes élőhelye a szubtrópusi vagy trópusi síkvidéki és hegyi esőerdők, száraz erdők, valamint másodlagos erdők. Állandó, nem vonuló faj.

## Megjelenése
Testhossza 13 centiméter, testtömege 10-12 gramm.

## Természetvédelmi helyzete
Az elterjedési területe nagyon nagy, egyedszáma pedig stabil. A Természetvédelmi Világszövetség Vörös listáján nem fenyegetett fajként szerepel.